# Fundurii Noi
Fundurii Noi es una comuna y localidad de Moldavia en el distrito (raión) de Glodeni.

## Geografía
Se encuentra a una altitud de 143 m s. n. m. a 162 km de la capital nacional, Chisináu.

## Demografía
En el censo 2014 el total de población de la localidad fue de 664 habitantes.